# Arancini (dolce)
Gli arancini sono un dolce di Carnevale tipico delle Marche ed in particolare di Ancona.

## Preparazione
Sono preparati tradizionalmente nelle case private nel periodo di carnevale, ed è possibile acquistarli nelle panetterie e nelle pasticcerie.
Viene preparato facendo una sfoglia simile a quella usata per la pasta all'uovo, sulla quale si distribuisce succo e buccia di arancia grattugiata. Poi la sfoglia viene arrotolata e successivamente tagliata a fette, in modo da ottenere delle girelle. Le girelle vengono fritte e passate nel miele.
Tra i numerosi siti internet che riportano la ricetta di questo dolce si citano qui:
- Ricetta degli arancini marchigiani con 700 g di farina[3]
- Ricetta degli arancini marchigiani con 600 g di farina[4].

Di questo dolce esiste una variante: si tratta dei limoncini, in cui la buccia d'arancia è sostituita da quella di limone. Recentemente si è diffusa l'usanza di cuocere gli arancini al forno, anziché friggerli.